# Gian Luigi Rondi
Gian Luigi Rondi (ur. 10 grudnia 1921 w Tirano, zm. 22 września 2016 w Rzymie) – włoski scenarzysta i krytyk filmowy. Jedna z najbardziej wpływowych postaci kinematografii włoskiej drugiej połowy XX w. Organizator życia filmowego we Włoszech, dyrektor artystyczny MFF w Wenecji, założyciel i dożywotni przewodniczący Włoskiej Akademii Filmowej.

## Życiorys
Urodził się na północy Włoch w miejscowości Tirano. W czasie II wojny światowej należał do antyfaszystowskich partyzantów. Jego poglądy były bliskie chrześcijańskiej demokracji.
Pierwsze recenzje zaczął pisać w 1946 dla dziennika „Il Tempo”. Przez krótki czas w latach 50. współtworzył scenariusze do kilku filmów fabularnych, m.in. Piękności nocy (1952) René Claira, Opętanie (1954) Jeana Delannoy, Wujaszek Jacinto (1956) i Anioł przeleciał nad Brooklynem (1957) Ladislao Vajdy. Później powrócił już na stałe do pracy dziennikarskiej, ciesząc się renomą jednego z najbardziej prominentnych włoskich krytyków filmowych.
Rondi był od połowy XX w. jedną z najważniejszych postaci włoskiego kina, jego luminarzem i szarą eminencją. Od 1981 aż do końca życia sprawował funkcję przewodniczącego Włoskiej Akademii Filmowej, przyznającej nagrody David di Donatello. Był również dyrektorem artystycznym MFF w Wenecji (1983-1986), najstarszego festiwalu filmowego na świecie, szefem Biennale w Wenecji (1993-1997) oraz współzałożycielem międzynarodowych spotkań filmowych w Sorrento. W latach 2008–2012 szefował fundacji nowo powstałego MFF w Rzymie, któremu nadał swoim nazwiskiem dużo więcej prestiżu.
Zasiadał w składach jurorskich niemal wszystkich najważniejszych imprez filmowych w Europie: czterokrotnie na MFF w Wenecji (10., 11., 12. oraz 48. jako przewodniczący jury), trzykrotnie na MFF w Cannes (16., 20. i 33.), dwukrotnie na MFF w Berlinie (11. i 32.) i dwukrotnie na MFF w Moskwie (12. i 15.). Za swoje zasługi na polu kultury Rondi odznaczony został wieloma medalami i honorami, w tym m.in. Orderem Zasługi Republiki Włoskiej i francuską Legią Honorową.
Jego brat Brunello Rondi był nominowanym do Oscara scenarzystą filmowym i współpracownikiem Federico Felliniego.